# Marginal Tietê

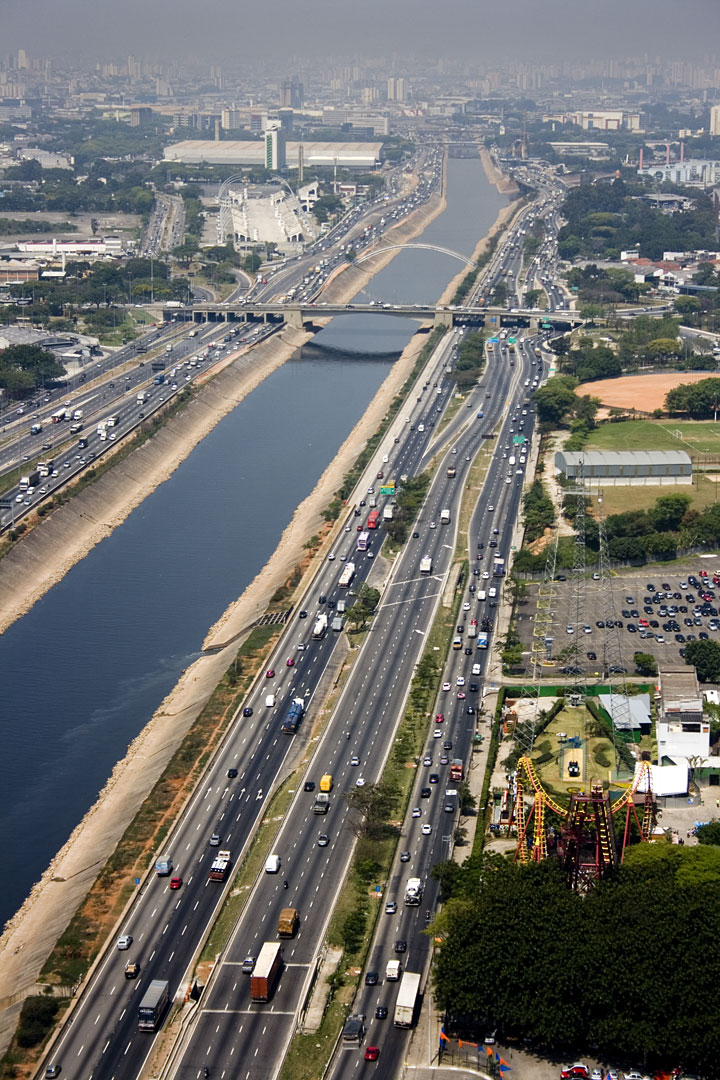
Marginal Tietê

Marginal Tietê (officiellement nommé: Via Professor Simão Faiguenboim et SP-15) est le nom de la plus importante route à São Paulo, Brésil.
Le Marginal Tietê est une voie de circulation majeure, reliant les régions de l'ouest, le nord et l'est de la ville. Il a été inauguré en 1957.